# Цы (чжуинь)

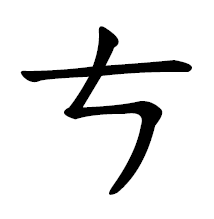

Цы — 20-я буква китайского алфавита чжуинь. В разных системах романизации имеет разное написание - ts' , ts, c. В составе слога может быть только инициалью. 
Как инициаль Цы образует 16 слогов. В словарях на основе пиньиня инициали расположены в разделе «С», восемь слогов находятся перед слогами с инициалью «Ch» и восемь после:
| ㄘㄚ — ца      | ㄘㄞ — цай   | ㄘㄢ — цань   | ㄘㄤ — цан  |
| ㄘㄠ — цао     | ㄘㄜ — цэ    | ㄘㄣ — цэнь   | ㄘㄥ — цэн  |
| ㄘ — цы        | ㄘㄨㄥ — цун | ㄘㄡ — цоу    | ㄘㄨ — цу   |
| ㄘㄨㄢ — цуань | ㄘㄨㄟ — цуй | ㄘㄨㄣ — цунь | ㄘㄨㄛ — цо |